# Notre-Dame (Dole)

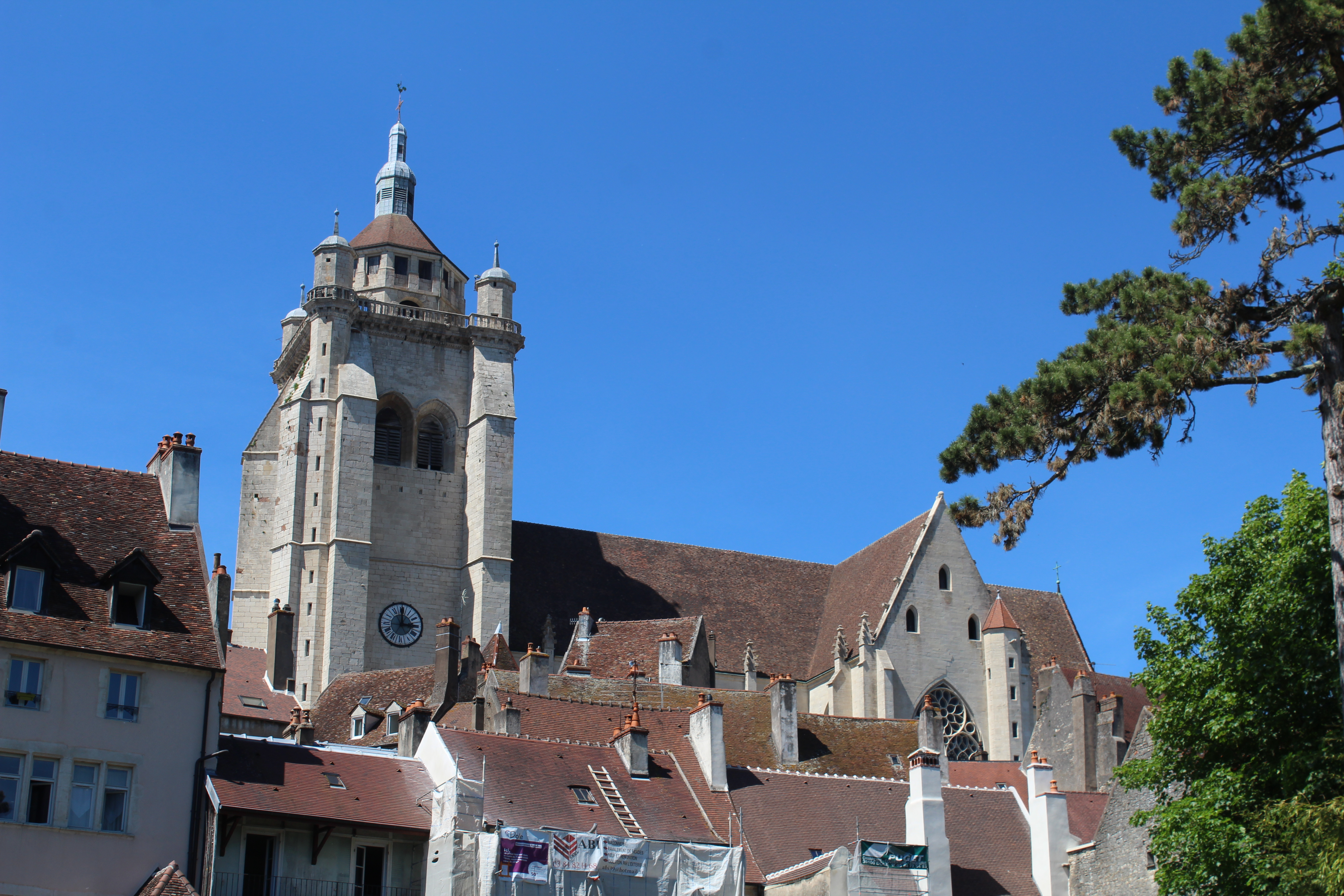
Notre-Dame in Dole

Die Stiftskirche Notre-Dame (französisch Collégiale Notre-Dame de Dole) ist eine römisch-katholische Kirche in der französischen Stadt Dole in der Region Bourgogne-Franche-Comté. Die Pfarrkirche des Bistums Saint-Claude hat den Rang einer Basilica minor. Die Liebfrauenkirche wurde im 16. Jahrhundert im gotischen Stil mit beginnenden Einflüssen der Renaissance errichtet und beherbergt eine Reihe von Kunstwerken aus der Renaissancezeit. Das denkmalgeschützte Gebäude wurde 1951 zur Basilika erhoben.

## Geschichte
Nach dem Tode Karls des Kühnen eroberten die Truppen von König Ludwig XI. 1479 Dole und zerstörten mit der Stadt auch die Stiftskirche. Nachdem die Stadt unter Kaiser Maximilian I. drei Jahrzehnte später wieder Teil des Heiligen Römischen Reiches geworden war, beschloss man, die damalige Hauptstadt des Herzogtums Burgund in imposanter Ausführung neu zu errichten, der Kirchturm war der höchste der Region. Am 9. Februar 1509 durch den Erzbischof von Besançon Antoine I. de Vergy der Grundstein gelegt. Die Kirche wurde 1571 von dessen zweitem Nachfolger Claude de La Baume geweiht.
Der ab 1577 von Hugues Sambin und Hughes Le Rupt erbaute Turm wurde 1596 fertiggestellt und 1636 von französischer Artillerie zerstört. Der Turm wurde einige Jahre später 20 m niedriger wieder aufgebaut und ragt nurmehr an der einstigen Glockenturm-Veranda 73 m hoch. Während der Revolution wurde die Stiftskirche kurzzeitig als Lagerhaus genutzt, bevor sie 1793 in einen Tempel der Vernunft und 1794 in einen Tempel des höchsten Wesens umgewandelt wurde, bevor sie 1802 wieder zu einer römisch-katholischen Kirche wurde. Im 19. Jahrhundert wurden Seitenkapellen hinzugefügt.
Die Kirche wurde 1910 unter Denkmalschutz gestellt. 1951 wurde sie unter Papst Pius XII. vom Apostolischen Nuntius Erzbischof Angelo Roncalli, der 1958 zu Papst Johannes XXIII. ernannt wurde, zur Basilika geweiht. 1991 wurde die Sainte-Chapelle renoviert, 1995 das Äußere der Stiftskirche und von 2006 bis 2009 das Innere unter der Leitung des Architekten Paul Bernoud.

## Architektur

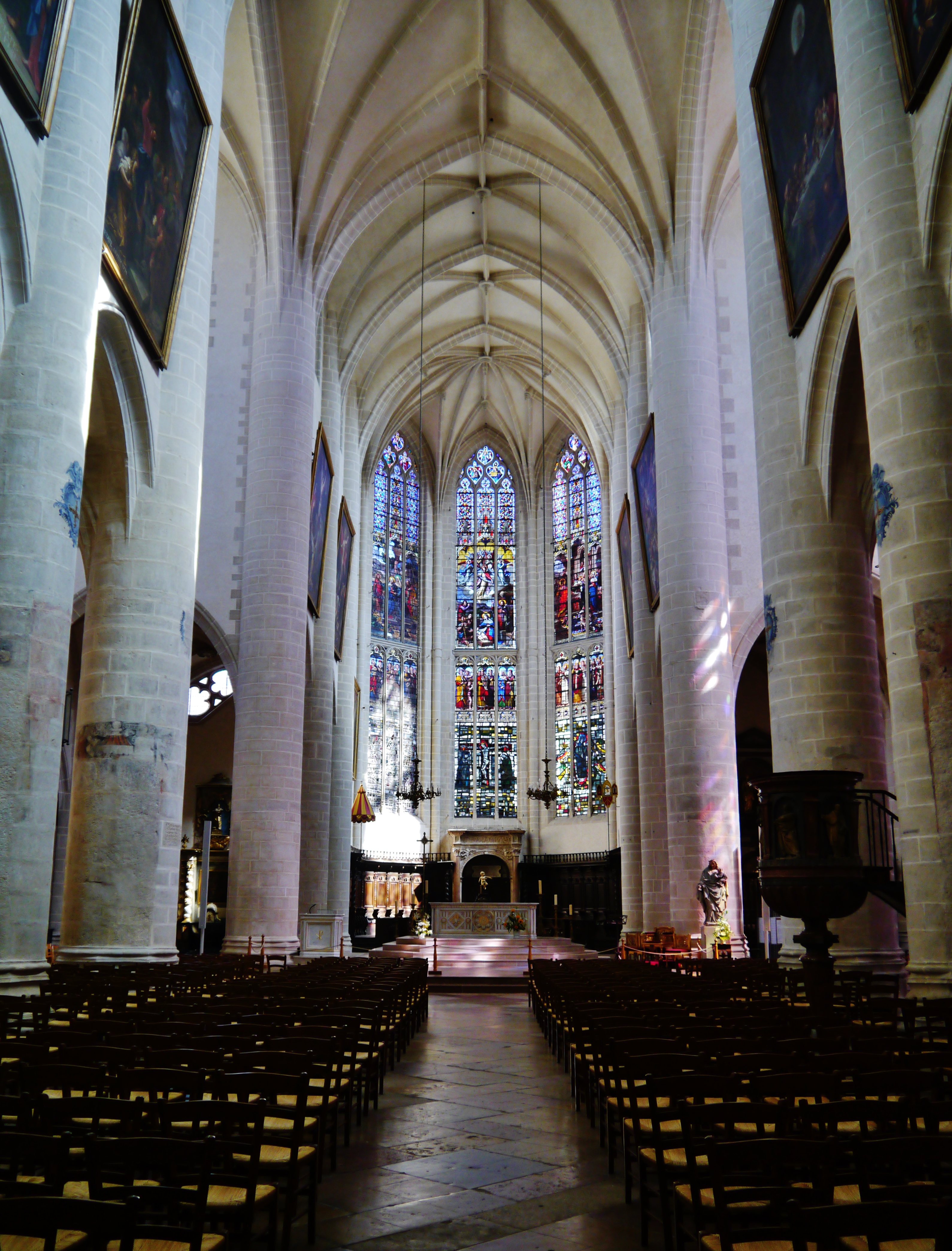
Innenraum mit Blick zum Chor

Die Schlichtheit des Gebäudes steht in der Tradition der religiösen Architektur der Franche-Comté. Ihr imposanter Charakter und die Ausmaße ihres befestigten Glockenturms machen sie zu einem Symbol des Wiederaufbaus von Dole und der Freiheiten der Franche-Comté nach den Wunden der Belagerung von 1479, aber auch der Gegenreformation.
Nach einer Zeichnung des Architekten Hugues Sambin wurde eine erste Kuppel angefertigt, die von der Kuppel der Kirche Basilica di Santa Maria Assunta in Genua inspiriert war und den Glockenturm auf eine Höhe von 82 m brachte. Die Kuppel wurde im Laufe der Kriege mehrmals umgebaut, bis sie schließlich die heute 73 m hohe Kuppel ergab. Der große Eingang aus Sampans-Stein, der den Portalglockenturm durchbricht, wurde 1577 von dem Bildhauer Hugues le Rupt in Renaissance-Architektur geschaffen, wobei er einen alten gotischen Eingang aus dem Jahr 1555 umgestaltete.
Die dreischiffige Basilika, die im 16. Jahrhundert in einem sehr schlichten spätgotischen Stil errichtet wurde, ist 58 m lang und innen 26 m hoch. Sie ist zweistöckig ohne Triforium gestaltet, die hoch angesetzten Fenster beleuchten das Mittelschiff. Das Langhaus ist in vier Joche gegliedert, dessen Kreuzgewölbe direkt auf starken zylindrischen Säulen ohne Kapitelle ruht, was ihm eine große Dynamik verleiht. Ein Lettner, der zwischen 1560 und 1568 von dem Bildhauer Denys Le Rupt geschaffen wurde, wurde schon im Entstehen als Trennung zum Haupteingang versetzt und dient seit 1750 als Orgelempore.
Das Querschiff ist 33 m lang. An jedem Ende befindet sich ein gotisches Portal, die 1555 von dem Bildhauer Antoine le Rupt fertiggestellt wurden. Der tiefe Chor besteht aus zwei Jochen, die von Seitenschiffen eingerahmt werden. Die Apsis als Fünfachtelschluss und die Kapellen, die den Chor umschließen, sind mit großen Fensteröffnungen versehen.

## Ausstattung
Zu den bemerkenswerten Teilen der Kirchenausstattung gehören ein Weihwasserbecken und eine Kanzel (1556), die von Denys Le Rupt geschnitzt wurden, sowie eine weitere Kanzel und ein Baptisterium, beide aus dem 18. Jahrhundert. Das Weihwasserbecken aus rotem Sampans-Marmor befindet sich am Fuß des Lettners, während die erste Kanzel aus dem gleichen Marmor an einem südlichen Pfeiler des Kirchenschiffs befestigt ist. Die zweite Kanzel aus Holz, die mit Trompe-l'œil-Malerei verziert ist und einst in der Sainte-Chapelle stand, ist heute an einem Pfeiler im Nordwesten des Kirchenschiffs angebracht.

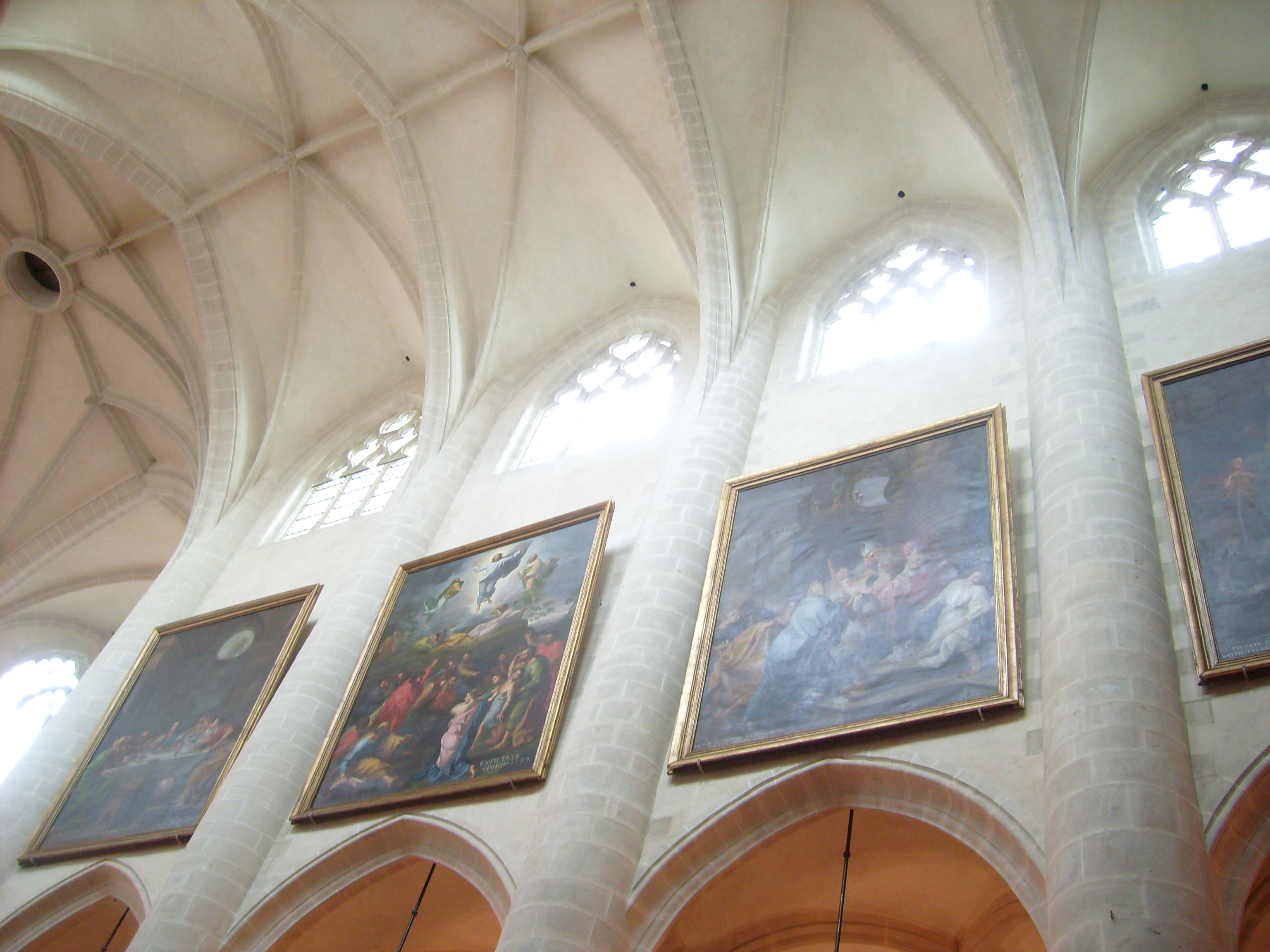
Bilderzyklus von Laurent Pécheux

Das Taufbecken befindet sich im Nordosten an der Wand der Sakristei in der Nähe des Chors, es ist aus schwarzem Marmor und wird von einer barocken Holzkolonnade eingerahmt, die mit Trompe-l'oeil-Malereien verziert ist.
Unter den bildsamen Werken im Kirchenschiff sind die bemerkenswertesten ein Bilderzyklus, der von Laurent Pécheux zwischen 1753 und 1781 gemalt wurde und zwölf 4,5 × 3,5 m großen Gemälde umfasst, sowie zwei Statuen von Claude-François Attiret aus dem gleichen Jahrhundert, eine des hl. Johannes und eine des hl. Andreas.
Der Altar ist der untere Teil eines alten Hochaltars aus dem Jahr 1850, drei Kandelaber sind zu beiden Seiten angeordnet. Im hinteren Teil des Chors, der die Tür zur Sakristei einrahmt, steht noch ein Teil des verschwundenen Grabmals von Jean Carondelet, Kanzler von Flandern und Burgund, und Marguerite de Chassey, seiner Frau, aus italienischem Marmor und Marmorstein aus Sampans, das Mitte des 16. Jahrhunderts von dem Bildhauer Jean Mone im Auftrag ihres Sohnes Giovanni Carandolet, Erzbischof von Palermo, angefertigt wurde.

## Orgel

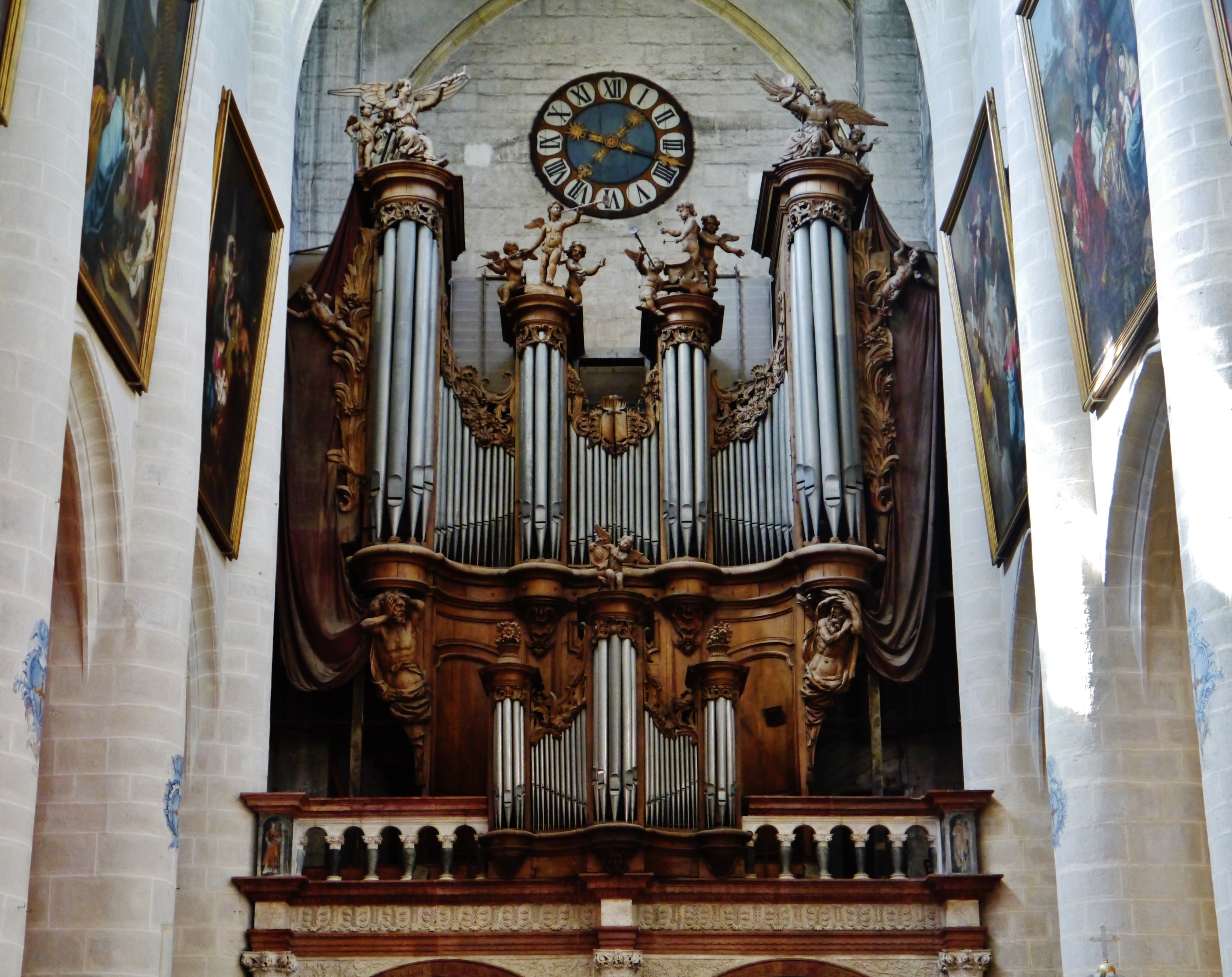
Orgel (1750–1754), von Karl Joseph Riepp.

Eine erste Orgel wurde um 1565 auf einer Empore im Querschiff installiert, deren Verfall Anfang des 18. Jahrhunderts beklagt wurde. Zwischen 1750 und 1754 installierte auf Wunsch des Organisten der Stiftskirche der in Dijon ansässige oberschwäbischen Orgelbauer Karl Joseph Riepp ein neues Instrument oberhalb des Eingangs. Es erhielt vier Manuale und ein Pedal. Das Gehäuse wurde von dem Tischler Claude-François Attiret und dem Bildhauer Michel Devosge nach einer Zeichnung von Riepp entworfen. Dieses Instrument wurde wiederholt ergänzt und umgestaltet und umfasst nunmehr 63 Register.

## Sainte-Chapelle
Die Sainte-Chapelle befindet sich im Süden und grenzt an den Chor. Sie wurde zwischen 1609 und 1612 von der Werkstatt des Bildhauers Hugues le Rupt auf Wunsch der Bruderschaft Saint-Yves, in der die Anwälte des Parlaments von Dole zusammengeschlossen waren, errichtet, um eine der wundersamen Hostien von Faverney aufzunehmen. Das Portal aus dem 17. Jahrhundert besteht aus drei Rundbögen. Im 18. Jahrhundert wurde das Innere der Kapelle im Barockstil umgestaltet. Das Spitzbogengewölbe wurde durch ein Tonnen- und Kassettengewölbe ersetzt. 1860 führte Charles Chauvin Wandmalereien aus, die das Wunder von Faverney darstellen. 1867 schuf Louis Rossigneux das südliche Kirchenfenster, das die Anbetung der Heiligen Hostie durch Ludwig XIV. und seinen Hof am 9. Juni 1674 darstellt. 1875 und 1876 schuf die Werkstatt Gsell Laurent die Fenster in der Apsis, die das Wunder von Faverney und die Ankunft der Heiligen Hostie in Dole darstellen.